# باتريك لينكولن
باتريك لينكولن (بالإنجليزية: Patrick Lincoln) هو عالم حاسوب أمريكي، ولد في 1964.